# Jesensko popoldne
Jesensko popoldne (japonsko 秋刀魚の味, Hepburn Sanma no aji) je japonski dramski film iz leta 1962, ki ga je režiral Jasudžiro Ozu in zanj tudi napisal scenarij skupaj z Kogom Nodo. V glavni vlogi nastopa pogosti igralec v Ozujevih filmih Čišu Rju kot patriarh družine Hirajama, ki sčasoma spozna svojo dolžnost, da uredi poroko svoje hčere Mičiko (Šima Ivašita). To je Ozujev zadnji film, kajti umrl je dobro leto po premieri. 
Premierno je bil prikazan 18. novembra 1962 in sodobni kritiki ga uvrščajo med Ozujeva najboljša dela. Leta 2013 je bil predvajan na Filmskem festivalu v Cannesu v kategorij klasik.

## Vloge
- Čišu Rju kot Šuhei Hirajama
- Šima Ivašita kot Mičiko Hirajama
- Keidži Sada kot Koiči Hirajama
- Mariko Okada kot Akiko Hirajama
- Teruo Jošida kot Jutaka Miura
- Noriko Maki kot Fusako Taguči
- Šiničiro Mikami kot Kazuo Hirajama
- Nobuo Nakamura kot Šuzo Kavai
- Kuniko Mijake kot Nobuko Kavai
- Eidžro Tono kot Seitaro Sakuma
- Haruko Sugimura kot Tomoko Sakuma
- Kjoko Kišida kot lastnik bara
- Rjudži Kita kot Šin Horie
- Mičijo Kan kot Tamako
- Daisuke Kato kot Jošitaro Sakamoto
- Cuzai Sugavara kot Sugai
- Masao Oda kot Vatanabe
- Tojo Takahaši kot natakarica
- Šinobu Asadži kot Joko Sasaki
- Macuko Šiga kot ženska v stanovanju
- Fudžio Suga kot vinjena stranka
- Zeniči Inagava kot vinjena stranka